# Польська шляхта
Польська шляхта — соціальний стан, що існував в Польському королівстві, Речі Посполитій і після поділів у трьох імперіях до скасування у 1921 році за конституцією. Польська шляхта утворилася із лицарів.
До кінця вісімнадцятого століття шляхта в Речі Посполитій користувалися багатьма привілеями: виключним правом власності на землю, свободою від тюремного ув'язнення до суду, свободою від податків з землі, свободою від імпортних мит на товари, придбаних за кордоном для особистого користування, правом на придбання за низькою ціною солі, ексклюзивністю використання публічних прав, ексклюзивним доступом до гідності мирян і громадськості.

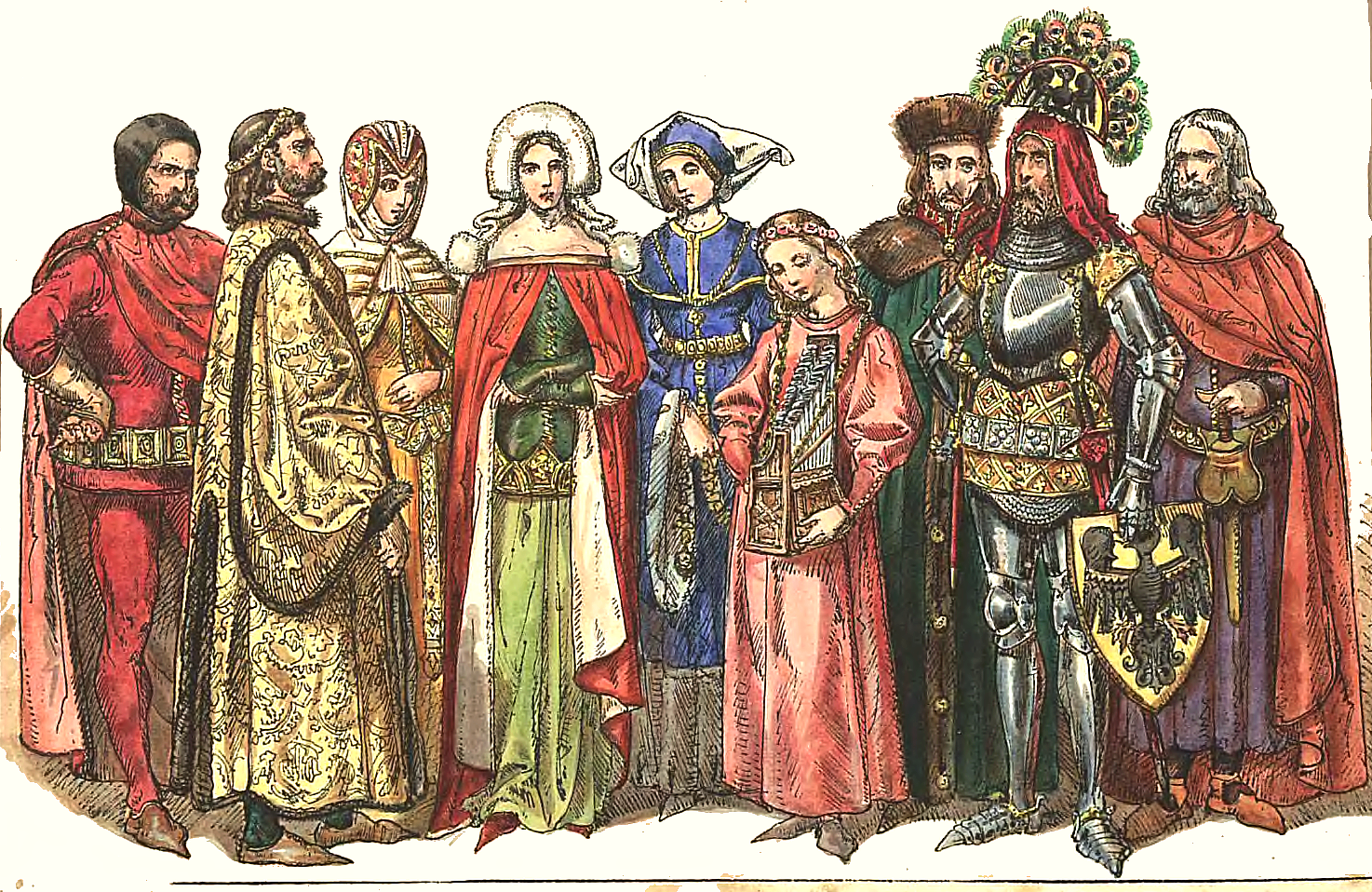
Польська шляхта між 1333-1434 роками.
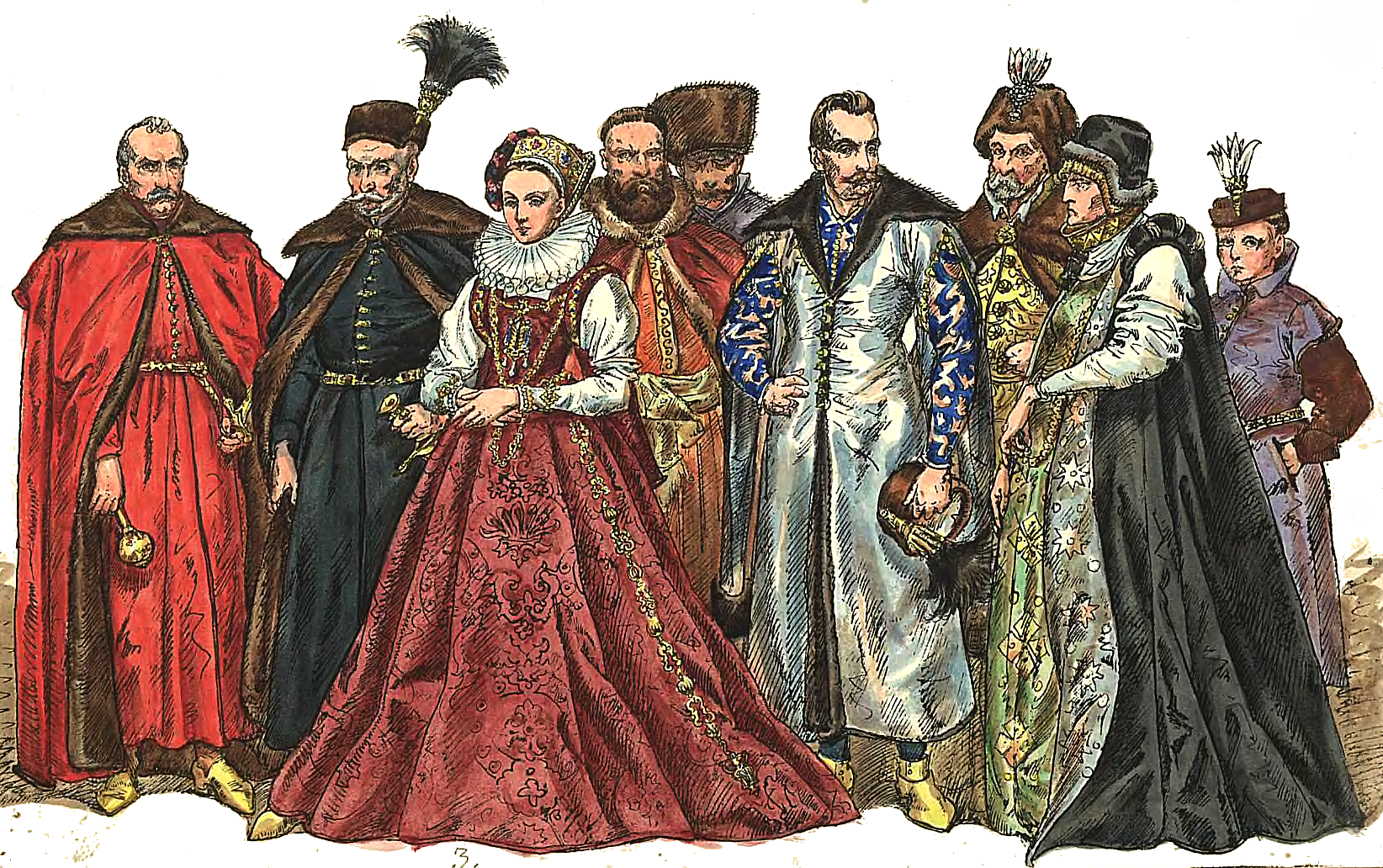
Польська шляхта між 1576–1586 роками.
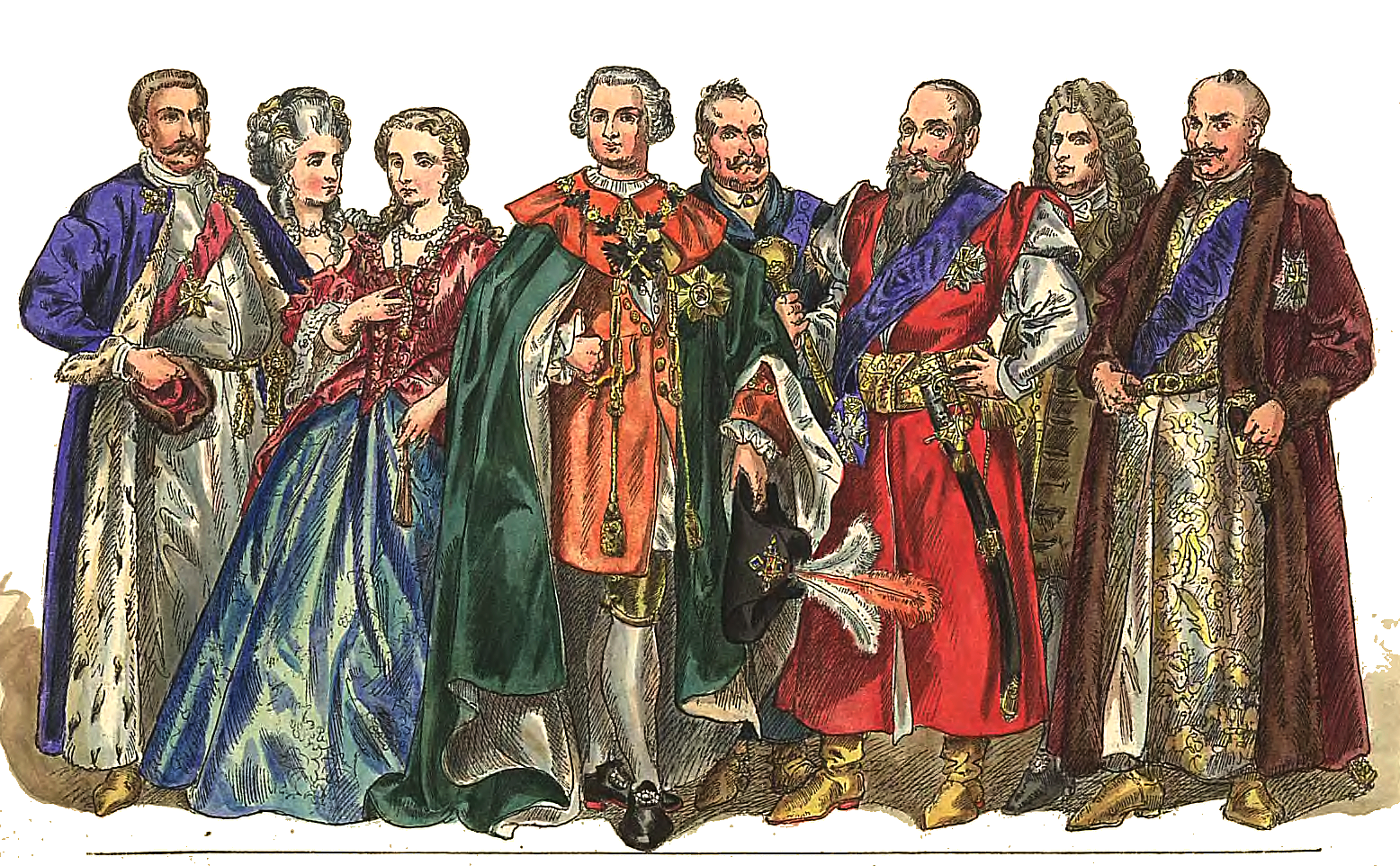
Польська шляхта між 1697–1795 роками.